# Ageusia
L'ageusia è l'incapacità di percepire il gusto di una sostanza. 
L'insensibilità ai sapori può essere parziale (insensibilità al dolce, salato, amaro,  aspro, umami) o totale.
Tra le molteplici cause della mancanza di percezione si ricordano: lesione del nervo trigemino e glossofaringeo, paralisi facciale, infezioni della lingua e alle alte vie respiratorie, stomatite e tabagismo. Può anche presentarsi come effetto secondario nell'assunzione di farmaci e nella radioterapia.
Rientra inoltre tra i principali sintomi che si manifestano in corso di infezione da SARS-CoV-2.